# Antianémiant
Un antianémiant (ou anti-anémique) est un médicament visant à diminuer l'anémie en augmentant l'hémoglobine ou le nombre de globules rouges, dont les déficits classifient l'anémie. Les antianémiants correspondent à la classe ATC B03 dans la classification des médicaments.
Les antianémiants les plus courants sont le fer, l'érythropoïétine, l'acide folique (vitamine B9) et la cobalamine (vitamine B12),.